# Женіва (Вашингтон)
Женіва (англ. Geneva) — переписна місцевість (CDP) в США, в окрузі Вотком штату Вашингтон. Населення — 2652 особи (2020).

## Географія
Женіва розташована за координатами 48°44′41″ пн. ш. 122°24′24″ зх. д. / 48.74472° пн. ш. 122.40667° зх. д. (48.744607, -122.406671).  За даними Бюро перепису населення США в 2010 році переписна місцевість мала площу 3,38 км², з яких 2,75 км² — суходіл та 0,63 км² — водойми.

## Демографія
Згідно з переписом 2010 року, у переписній місцевості мешкала 2321 особа в 867 домогосподарствах у складі 683 родин. Густота населення становила 686 осіб/км².  Було 911 помешкання (269/км²).
Расовий склад населення:
| - 92,7 % — білих - 1,9 % — азіатів - 0,9 % — чорних або афроамериканців - 0,8 % — корінних американців - 1,3 % — осіб інших рас |

До двох чи більше рас належало 2,4 %. Частка іспаномовних становила 4,2 % від усіх жителів.
За віковим діапазоном населення розподілялося таким чином: 23,2 % — особи молодші 18 років, 64,1 % — особи у віці 18—64 років, 12,7 % — особи у віці 65 років та старші. Медіана віку мешканця становила 43,6 року. На 100 осіб жіночої статі у переписній місцевості припадало 99,1 чоловіків;  на 100 жінок у віці від 18 років та старших — 97,2 чоловіків також старших 18 років.
Середній дохід на одне домашнє господарство  становив 110 821 долар США (медіана — 81 766), а середній дохід на одну сім'ю — 109 684 долари (медіана — 78 088). Медіана доходів становила 60 795 доларів для чоловіків та 36 552 долари для жінок. За межею бідності перебувало 6,3 % осіб, у тому числі 2,5 % дітей у віці до 18 років та 3,8 % осіб у віці 65 років та старших.
Цивільне працевлаштоване населення становило 1252 особи. Основні галузі зайнятості: освіта, охорона здоров'я та соціальна допомога — 28,8 %, науковці, спеціалісти, менеджери — 12,9 %, виробництво — 11,7 %.